# Arthur Llewellyn Basham

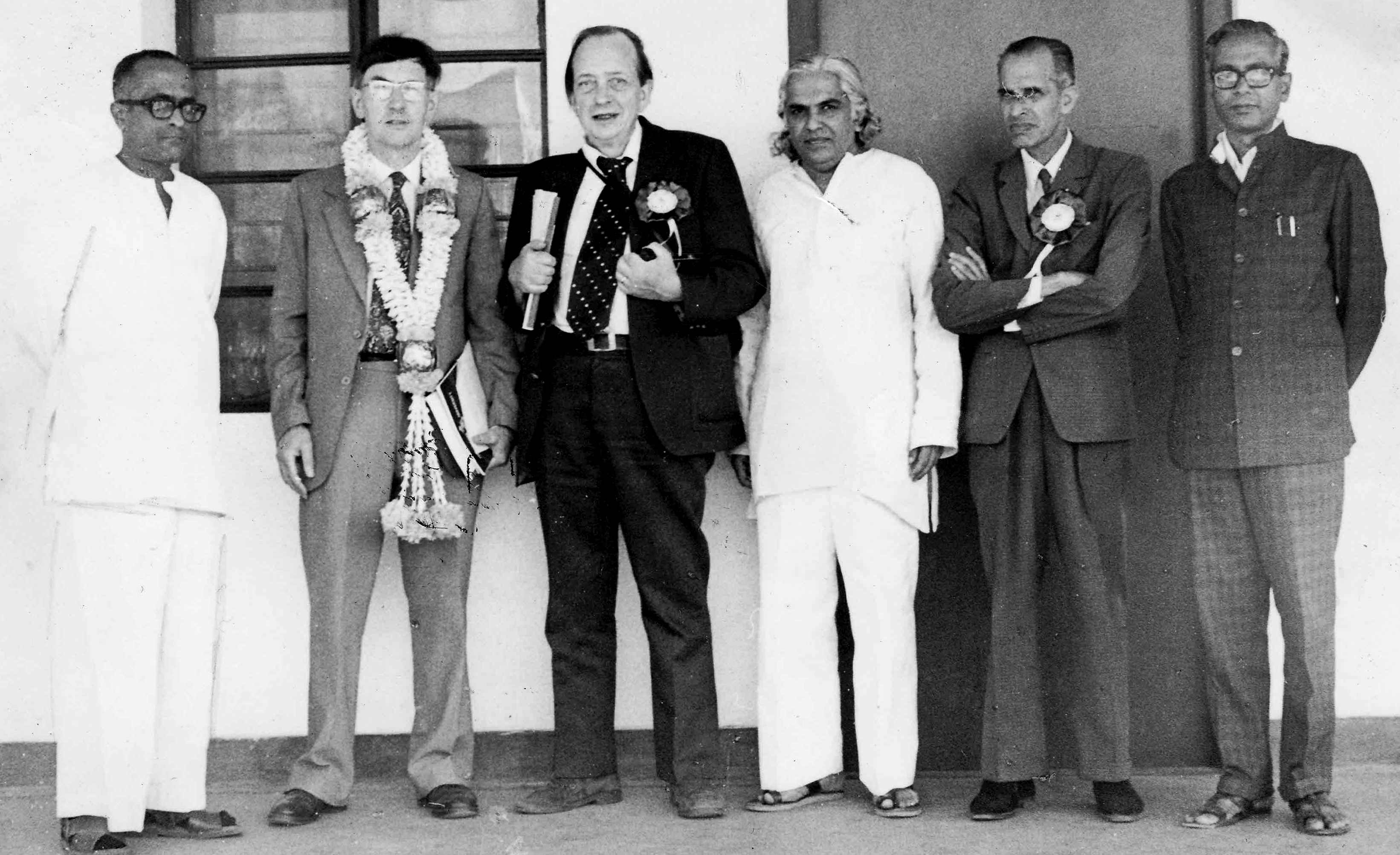
Gruppenbild mit Arthur Llewellyn Basham (dritter von links) in der Universität von Mysore, 1956

Arthur Llewellyn Basham (* 24. Mai 1914 in Loughton, Essex, England; † 27. Januar 1986 in Kalkutta, Indien) war ein britischer Indologe und Historiker.
Bashams Vater und Mutter waren Journalisten und über die Erzählungen seines Vaters, der im Ersten Weltkrieg in Indien stationiert war, hatte er erste Kontakte zu Indien. Er studierte an der School of Oriental and African Studies (SOAS) der Universität London mit einem Bachelor-Abschluss in Sanskrit. Nach dem Zweiten Weltkrieg, in dem er für das Civil Defense Department arbeitete, ging er wieder an die SOAS, an der er bei 1950 L. D. Barnett promoviert wurde (History and Doctrines of the Ajivikas). 1948 wurde er dort Lecturer, 1953 Reader und 1957 Professor. Er leitete die Fakultät für Geschichtswissenschaft an der SOAS bis 1965, als er als Professor für orientalische Zivilisation und Leiter der Geschichtsfakultät an die Australian National University ging. 1979 emeritierte er und war dann an verschiedenen Universitäten Gastprofessor, zuletzt bei der Asiatic Society in Kalkutta. Er starb in Kalkutta an Krebs und liegt auf dem alten Militärfriedhof der All Saints Cathedral in Shillong begraben.
In seiner Zeit an der SOAS war er der Lehrer einiger bekannter indischer Historiker wie R. S. Sharma und Romila Thapar. Sehr einflussreich und das Bild des frühen Indien prägend war sein Buch The wonder that was India von 1954.
1964/65 war er Direktor der Royal Asiatic Society of Great Britain and Ireland. Basham war mehrfacher Ehrendoktor (D. Litt. der Universität London 1966, Universitäten von Kurukshetra, Nava Nalanda Mahavihara) und erhielt 1975 die Bimala Churn Law Goldmedaille der indischen Asiatic Society.
Er war in zweiter Ehe (1964) mit einer Inderin verheiratet, die bei ihm studierte und mit der er einen Sohn und eine Tochter hatte. Basham spielte sehr gut Klavier und komponierte in seiner Jugend. 1934 veröffentlichte er einen Gedichtband.
Eine Biographie über ihn wurde 1997 von S. K. Maity veröffentlicht.

## Schriften
- History and doctrines of the Ājīvikas. A vanished Indian religion. Luzac & Company, London 1951, (Digitalisat).
- The wonder that was India. A survey of the culture of the Indian sub-continent before the coming of the Muslims. Sidgwick and Jackson, London 1954, (Mehrere Auflagen).
- The origins and development of classical hinduism. Edited and annoted by Kenneth G. Zysk. Beacon Press, Boston MA 1989, ISBN 0-8070-7300-8.